# 峯尾武男
峯尾 武男（みねお たけお、1940年11月2日 - ）は、NHKの元チーフアナウンサー。

## 人物
東京都出身。東京都立西高等学校、東京外国語大学卒業後、1964年入局。主に地方局を中心に勤務し、大阪局で役職定年を迎えた1997年4月から「関西発ラジオ深夜便」アンカーを担当。完全定年によりフリーとなってからも関西に残り、西橋正泰アンカーと交替で出演し続けた。
高齢となったことから、2010年3月12日放送をもって13年間の担当から卒業した。